# Maia Cabrera
Maia Nedara Cabrera Mamann (nascida em 17 de julho de 1999), é uma futebolista que joga como meio-campista pelo clube Maccabi Kishronot Hadera da Ligat Nashim. Nascida nos Estados Unidos, ela foi convocada para as seleções de Israel e da República Dominicana nos níveis sub-19 e sênior, respectivamente.

## Infância
Cabrera foi criada em Rego Park, Nova York, filha de pai dominicano e mãe israelense. Ela é judia.

## Vida escolar e universitária
Cabrera frequentou a Solomon Schechter School of Queens no ensino fundamental e médio e depois foi para a Forest Hills High School em Forest Hills, Nova York, e para a Universidade de St. John’s na cidade de Nova Iorque, Estados Unidos.

## Carreira no clube
Cabrera jogou pelo Long Island Fury e pelo SUSA FC na Women’s Premier Soccer League.

## Carreira internacional
Cabrera representou Israel no Campeonato Europeu Feminino Sub-19 da UEFA em 2015 e em três qualificações para o Campeonato Europeu Feminino Sub-19 (2016, 2017 e 2018). Ela fez sua estreia na seleção principal da República Dominicana em 7 de julho de 2021, como substituta no minuto 58, em uma derrota amistosa por 0–1 contra a Nicarágua.